# Top Cats
För den animerade TV-serien, se Top Cat.
Top Cats är ett svenskt rockabillyband, bildat 2001 i Torsby. Bandet består av Jon Kleppenes, Robert Jansson, Martin Lindahl, och Fredrik Lilja.

## Historik
Vännerna Jon Kleppenes och Fredrik Lilja hade blivit uppmuntrande av sin musiklärare på Frykenskolan att starta bandet. I början genomfördes en del konserter i hemtrakten och de var i första hand en lokal angelägenhet.
Genom sin medverkan i SVT-dokumentären Raggarliv fick bandet ett bredare genomslag. 
Deras medverkan gjorde att en producent för Grynets show blev intresserad av det unga bandet, och de spelade i Grynets Show två gånger. De medverkade också i Nyhetsmorgon som representanter för den nya vågen av "gammal, hederlig rockabilly".
År 2003 slutade trummisen Daniel Kjellberg och ersattes av Robert Jansson. 
2007 slutade Henrik Törnevik och ny kontrabasist blev Martin Lindahl.
Efter att Top Cats deltagit i TV-tävlingen Talang år 2010 och kommit till semifinal ville flera låtskrivare skriva musik till dem, bland andra Calle Kindbom, Thomas G:son, Fredrik Kempe och Peter Kvint. 
År 2011 släpptes skivan Heartache av Warner Music Sweden. Patric Jonsson och Joakim Övrenius var producenter. Några dagar efter att Heartache släppts hamnade albumet på andra plats på Sverigetopplistan.
Detta år fick bandet en ny medlem, Olle Sätterström (gitarr, trumpet, piano)
Efter skivsläppet medverkade bandet bland annat i:
- Bingolotto 16 oktober 2011
- Tillsammans för Världens barn 14 oktober 2011
- Go'kväll 8 oktober 2011
- Adam Live

År 2012 deltog Top Cats i Melodifestivalen med låten "Baby Doll" som är skriven av Lina Eriksson, Mårten Eriksson och Susie Päivärinta. Låten gick vidare till Andra chansen där de senare tog sig vidare till finalen i Globen den 10 mars. Med totalt 68 poäng slutade gruppen på sjätte plats av tio tävlande i finalen. De erhöll 35 poäng av de europeiska jurygrupperna samt 33 poäng av svenska folket. En uppgradering av albumet med två nya låtar släpptes, med bland annat låten Baby Doll från melodifestivalen under namnet No More Heartache.
Mellan den 26 mars och 1 april 2012 medverkade bandet i TV-programmet Big Brother 2012 och tillsammans med deltagarna som bodde i Big Brother-huset spelades årets Big Brother-låt in. Denna sommar deltog Top Cats även i TV-programmet postkodmiljonären.
- Efter 10
- Victoriadagen
- Wild Kids
- Alla tiders hits Med låten "Det kan väl inte jag rå för"

År 2015 avslutades samarbetet med Warner Music, för att istället fortsätta genom sitt eget skivbolag TC Entertainment. På ny bolaget släppte Top Cats skivan Kick Down som spelades in på king side i Gnesta. Två år senare släppte bandet sin första EP "in the middle of the night" som delvis spelades in i bandets privata studio som är belägen i en lada i norra Värmland. Ny musik spelades in år 2018 och som första singel släpptes Piece of my heart i juni.

## Diskografi

### Album
- 2011 - Heartache
- 2012 - No More Heartache
- 2013 - Smashing to the Ground
- 2015 - Kick Down
- 2017 - In the Middle of the Night (EP)

### Singlar
- 2011 - Heartache
- 2012 - Baby Doll
- 2013 - Romeo
- 2015 - Howlin' Mama
- 2016 - Rock This Town
- 2017 - In the Middle of the Night
- 2018 - Piece of My Heart